# خليفة بن محمد بن عيسى آل خليفة
خليفة بن محمد بن عيسى آل خليفة (1912 - 28 مارس 1961) سياسي بحريني.

## السيرة الذاتية
ولد في عام 1912. والدته عائشة علي الزايد. درس في الجامعة الأميركية في بيروت، لبنان ثم مدرسة الشرطة الهندية، ناشيك، الهند. قائد ومشرف على الشرطة من 1937 إلى 1953. مدير إدارة الشرطة ومدير إدارة الأمن العام من 1953 إلى 1961. نائب رئيس الاتحاد البحريني للسيارات من 1954 إلى 1961. مربي وخبير في الخيول الأصيلة. توفي في 28 مارس 1961 عن عمر ناهز 49 سنة.

## الأسرة
تزوج ثلاث مرات الأولى والثانية غير معروفتان والثالثة في مايو 1951 من امرأة تبلغ من العمر 16 سنة. أنجب خمسة أبناء وخمس بنات:
- راشد.
- عبد الله.
- خالد.
- علي.
- دعيج.
- عائشة.
- مريم.
- حصة.
- نجلاء.
- نورة.